# Термидорианци
Термидориàнците (на френски: Thermidoriens) са участници в контрареволюционния Термидориански преврат на 9 термидор (27 – 28 юли 1794), който слага край на Якобинската диктатура по време на Френската революция. След преврата влизат в т.нар. термидориански Конвент, а после играят значителна роля и в Директорията. Прозвището им идва от наименованието „термидор“ – 11 месец според френския революционен календар, когато свалят якобинците от власт.
Блокът им се дели на два лагера. В единия влизат играещите главна роля десни термидорианци – оглавявани от Ж.Л.Талиен, П.Барас и Ж.Фуше бивши якобинци, представляващи новата, забогатяла от спекулации буржоазия. Другият обединява левите термидорианци – начело с Ж. Коло д'Ербоа, Ж. Бийо-Варен и М. Бадия, принадлежали дотогава на лявото течение на якобинците. След екзекуцията на Робеспиер и неговите сподвижници десните термидорианци се опитват да изтласкат левите от властта, а след Жерминалското въстание 1795 г. – въпреки пълната несъпричастност към него на левите – арестуват главните им водачи и разгромяват цялата групировка.